# Lennart Åberg
Lennart Åberg (Helsingborg, 26 februari 1942 – Uppsala, 30 september 2021) was een Zweedse jazzsaxofonist en componist.
In 1972 richtte hij Rena Rama op, een Zweedse jazzfusiongroep. Hij doceerde ook jazzgeschiedenis aan het Royal College of Music in Stockholm. Hij was lid van het ensemble van componist George Russell in de jaren tachtig, samen met Jon Christensen, Arild Andersen en Jan Garbarek, die te zien waren in The Essence of George Russell (Soul Note 1983).
In 2002 ontving Åberg de Djangodor in de categorie Contemporary Star of Jazz.
Naast jazz werkte Aberg ook in muziekstijlen uit India, Afrika en Oost-Europa, evenals hedendaagse muziek.

## Discografie
- Partial Solar Eclipse (Japo, 1977)
- Green Prints (Caprice, 1988)
- Seven Pieces (Phono Suecia, 2000)
- Bobo Stenson/Lennart Åberg (Amigo, 2003) – with Bobo Stenson
- Free Spirit with Peter Erskine (Amigo, 2006)
- Up North (Caprice, 2007)

- Bibliothèque nationale de France: cb165237227 (data)
- Gemeinsame Normdatei: 134885058
- International Standard Name Identifier: 0000 0001 2139 9880
- Library of Congress Control Number: no91010705
- MusicBrainz: 209e8b87-2198-4339-be57-42f7b0d13637
- LIBRIS: 296481
- Virtual International Authority File: 76299751
- WorldCat: E39PBJwD3RvKFmvKpC8pkBwgrq